# Championnat de Belgique de football de troisième division 1947-1948
Navigation
saison précédente saison suivante
Cette page présente la dix-neuvième édition du championnat de Promotion (D3) belge.
Cette saison est la première lors de laquelle le 3e niveau national est disputé en 4 séries de 16 clubs.

## Participants 1947-1948
64 clubs prennent part à cette compétition. C'est 10 de moins que lors du championnat précédent. Les clubs dont le matricule est indiqué en gras existent encore lors de la saison 2012-2013.

### Localisations Série A
| \| US Tournai Menin Wevelgem Ostende Courtrai Izegem Mouscron Termonde Niel Rupel SK Terhagen Audenarde Gand Meulestede Harelbeke Grammont \| Localisation des clubs engagés en Promotion A 1947-1948 |
| US Tournai Menin Wevelgem Ostende Courtrai Izegem Mouscron Termonde Niel Rupel SK Terhagen Audenarde Gand Meulestede Harelbeke Grammont                                                               |

### Série A
| #  | Nom                                                | Mat. | Ville      | Stades           | En D3 depuis    | Total en D3 | Province        |
| -- | -------------------------------------------------- | ---- | ---------- | ---------------- | --------------- | ----------- | --------------- |
| 1  | Athletische Sportvereniging Oostende Kon. Maatsch. | 53   | Ostende    | Albertpark       | 1947-1948 (1re) | saisons     | Fl. occidentale |
| 2  | K. Sportclub Menen                                 | 56   | Menin      | D. Devosstadion  | 1947-1948 (1re) | saisons     | Fl. occidentale |
| 3  | Royal Racing Club de Gand                          | 11   | Gand       | E. Hielstadion   | 1938-1939 (6e)  | saisons     | Fl. orientale   |
| 4  | Royale Union Sportive Tournaisienne                | 26   | Tournai    | stade G. Horlait | 1936-1937 (9e)  | saisons     | Hainaut         |
| 5  | Koninklijke Atletische Vereniging Dendermonde      | 57   | Termonde   | ??               | 1942-1943 (5e)  | saisons     | Fl. orientale   |
| 6  | Sportvereniging Oudenaarde                         | 81   | Audenarde  | ??               | 1946-1947 (2e)  | saisons     | Fl. orientale   |
| 7  | Stade Kortrijk                                     | 161  | Courtrai   | ??               | 1943-1944 (4e)  | saisons     | Fl. occidentale |
| 8  | Sportkring Geraardsbergen                          | 290  | Grammont   | ??               | 1943-1944 (4e)  | saisons     | Fl. orientale   |
| 9  | Nielse Sportkring                                  | 415  | Niel       | ??               | 1946-1947 (2e)  | saisons     | Anvers          |
| 10 | Stade Mouscronnois                                 | 508  | Mouscron   | ??               | 1945-1946 (3e)  | saisons     | Fl. occidentale |
| 11 | Football Club Izegem                               | 935  | Izegem     | ??               | 1945-1946 (3e)  | saisons     | Fl. occidentale |
| 12 | Rupel Sportkring                                   | 2138 | Boom       | ??               | 1946-1947 (2e)  | saisons     | Anvers          |
| 13 | Football Club Sportvereniging Wevelgem             | 2997 | Wevelgem   | ??               | 1946-1947 (2e)  | saisons     | Fl. occidentale |
| 14 | Football & Athletic Club Meulestede                | 432  | Meulestede | ??               | 1947-1948 (1re) | saison      | Fl. orientale   |
| 15 | Racing Club Harelbeke                              | 1615 | Harelbeke  | Forestierstadion | 1947-1948 (1re) | saison      | Fl. occidentale |
| 16 | Voetbalclub Vlug en Vrij Terhagen                  | 2645 | Terhagen   | ??               | 1947-1948 (1re) | saison      | Anvers          |

### Série B
| #  | Nom                                         | Mat. | Ville         | Stades        | En D3 depuis    | Total en D3 | Province   |
| -- | ------------------------------------------- | ---- | ------------- | ------------- | --------------- | ----------- | ---------- |
| 1  | Royal Vilvorde Football Club                | 49   | Vilvorde      | ??            | 1947-1948 (1re) | saisons     | Brabant    |
| 2  | Royal Club Sportif Schaerbeek               | 55   | Schaerbeek    | Parc Josaphat | 1947-1948 (1re) | saisons     | Brabant    |
| 3  | Royale Union Hutoise Football Club          | 76   | Huy           | ??            | 1947-1948 (1re) | saisons     | Liège      |
| 4  | Royal Club Sportif Verviétois               | 8    | Verviers      | du Panorama   | 1936-1937 (9e)  | saisons     | Liège      |
| 5  | Royal Ixelles Sporting Club                 | 42   | Ixelles       | ??            | 1941-1942 (6e)  | saisons     | Brabant    |
| 6  | Patria Football Club Tongres                | 71   | Tongres       | ??            | 1936-1937 (9e)  | saisons     | Limbourg   |
| 7  | Association Sportive Herstalienne           | 82   | Herstal       | ??            | 1942-1943 (5e)  | saisons     | Liège      |
| 8  | Jeunesse Arlonaise                          | 143  | Arlon         | ??            | 1945-1946 (3e)  | saisons     | Luxembourg |
| 9  | Milmort Football Club                       | 208  | Milmort       | ??            | 1945-1946 (3e)  | saisons     | Liège      |
| 10 | Football Club Jeunsesse Sportive Athusienne | 254  | Athus         | ??            | 1945-1946 (3e)  | saisons     | Luxembourg |
| 11 | Royal Crossing Football Club Ganshoren      | 451  | Ganshoren     | ??            | 1942-1943 (5e)  | saisons     | Brabant    |
| 12 | Ans Football Club                           | 617  | Ans           | ??            | 1942-1943 (5e)  | saisons     | Liège      |
| 13 | Royal Herve Football Club                   | 32   | Herve         | ??            | 1947-1948 (1re) | saison      | Liège      |
| 14 | Football Club Queue-du-Bois                 | 378  | Queue-du-Bois | ??            | 1947-1948 (1re) | saisons     | Liège      |
| 15 | Union Wallonne Ciney                        | 460  | Ciney         | stade Lambert | 1947-1948 (1re) | saisons     | Namur      |
| 16 | Cercle Sportif Libramontois                 | 1590 | Libramont     | ??            | 1947-1948 (1re) | saisons     | Luxembourg |

### Localisations Série B
| \| Liège: · Ans FC · AS Herstalienne · Milmort FC Cr. Ganshoren Schaerbeek Ixelles SC Patria FC Vilvorde U. Hutoise Liège Queue-d-B Herve Ciney Libramont FC JS Athusienne J. Arlonaise CS Verviers \| Localisation des clubs engagés en Promotion B 1947-1948 |
| Liège: · Ans FC · AS Herstalienne · Milmort FC Cr. Ganshoren Schaerbeek Ixelles SC Patria FC Vilvorde U. Hutoise Liège Queue-d-B Herve Ciney Libramont FC JS Athusienne J. Arlonaise CS Verviers                                                               |

### Série C
| #  | Nom                                       | Mat. | Ville              | Stades          | En D3 depuis    | Total en D3 | Province |
| -- | ----------------------------------------- | ---- | ------------------ | --------------- | --------------- | ----------- | -------- |
| 1  | Voetbalvereniging Oude God Sport          | 68   | Mortsel            | ??              | 1947-1948 (1re) | saisons     | Anvers   |
| 2  | Royal Cercle Sportif Hallois              | 120  | Hal                | ??              | 1947-1948 (1re) | saisons     | Brabant  |
| 3  | Royal Albert Elisabeth Club Mons          | 44   | Mons               | rue du Tir      | 1926-1927 (19e) | saisons     | Hainaut  |
| 4  | Cercle Sportif Brainois                   | 75   | Braine-l’Alleud    | ??              | 1946-1947 (2e)  | saisons     |          |
| 5  | Willebroekse Sportvereniging              | 85   | Willebroek         | Henry Pickery   | 1936-1937 (9e)  | saisons     | Anvers   |
| 6  | Royale Union Sportive Halloise            | 87   | Hal                | ??              | 1937-1938 (8e)  | saisons     | Brabant  |
| 7  | Royale Association Athlétique Louviéroise | 93   | La Louvière        | stade du Tivoli | 1937-1938 (8e)  | saisons     | Hainaut  |
| 8  | Sporting Club Wasmes                      | 137  | Wasmes             | ??              | 1942-1943 (5e)  | saisons     | Hainaut  |
| 9  | Football Club Wilrijk                     | 155  | Wilrijk            | ??              | 1945-1946 (3e)  | saisons     | Anvers   |
| 10 | Union Sportive du Centre                  | 213  | Haine-Saint-Pierre | stade R. Dienne | 1946-1947 (2e)  | saisons     | Hainaut  |
| 11 | Cercle Sportif Florennois                 | 268  | Florennes          | ??              | 1945-1946 (3e)  | saisons     | Namur    |
| 12 | Association Marchiennoise des Sports      | 278  | Marchienne-au-Pont | ??              | 1931-1932 (14e) | saisons     | Hainaut  |
| 13 | Sportkring Hoboken                        | 285  | Hoboken            | ??              | 1937-1938 (8e)  | saisons     | Anvers   |
| 14 | Royal Léopold Club Hornu                  | 129  | Hornu              | ??              | 1947-1948 (1re) | saison      | Hainaut  |
| 15 | Ruisbroek Football Club                   | 362  | Ruisbroek          | ??              | 1947-1948 (1re) | saisons     | Brabant  |
| 16 | Voetbalvereniging Edegem Sport            | 377  | Edegem             | ??              | 1947-1948 (1re) | saisons     | Anvers   |

### Localisations Série C
| \| Anvers: · VV Oude God Sport · FC Wilrijk · SK Hoboken · VV Edegem Sport Anvers Willebroek U. Halloise CS Hallois Ruisbroek Braine Hornu Mons Wasmes La Louv. US Centre Marchienne Florennes \| Localisation des clubs engagés en Promotion C 1947-1948 |
| Anvers: · VV Oude God Sport · FC Wilrijk · SK Hoboken · VV Edegem Sport Anvers Willebroek U. Halloise CS Hallois Ruisbroek Braine Hornu Mons Wasmes La Louv. US Centre Marchienne Florennes                                                               |

### Série D
| #  | Nom                                                 | Mat. | Ville           | Stades          | En D3 depuis    | Total en D3 | Province      |
| -- | --------------------------------------------------- | ---- | --------------- | --------------- | --------------- | ----------- | ------------- |
| 1  | Cappellen Football Club Koninklijke Maatschappij    | 43   | Kapellen        | ??              | 1947-1948 (1re) | saisons     | Anvers        |
| 2  | Racing Football Club Lokeren                        | 282  | Lokeren         | ??              | 1947-1948 (1re) | saisons     | Fl. orientale |
| 3  | Racing Football Club Montegnée                      | 77   | Montegnée       | ??              | 1938-1939 (7e)  | saisons     | Liège         |
| 4  | Racing Club Borgerhout                              | 84   | Borgerhout      | ??              | 1942-1943 (5e)  | saisons     | Anvers        |
| 5  | Excelsior Athletic Club St-Niklaas                  | 239  | St-Nicolas/Waas | ??              | 1945-1946 (3e)  | saisons     | Fl. orientale |
| 6  | Koninklijke Vigor Beringen Voetbalvereniging        | 330  | Beringen        | ??              | 1942-1943 (5e)  | saisons     | Limbourg      |
| 7  | Sint-Truidense Voetbalvereniging                    | 373  | Saint-Trond     | ??              | 1937-1938 (8e)  | saisons     | Limbourg      |
| 8  | Aarschot Sport                                      | 441  | Aarschot        | ??              | 1945-1946 (3e)  | saisons     | Brabant       |
| 9  | Waterschei Sportvereniging Tot Herstel Onze Rechten | 553  | Genk            | stade A. Dumont | 1946-1947 (2e)  | saisons     | Limbourg      |
| 10 | Wesel Sport                                         | 844  | Mol             | ??              | 1941-1942 (6e)  | saisons     | Anvers        |
| 11 | Football Club Nijlen                                | 1065 | Nijlen          | ??              | 1937-1938 (8e)  | saisons     | Anvers        |
| 12 | Balensche Sportkring                                | 1774 | Balen           | ??              | 1942-1943 (5e)  | saisons     | Anvers        |
| 13 | Everbeur Sport Averbode                             | 2030 | Averbode        | ??              | 1943-1944 (4e)  | saisons     | Brabant       |
| 14 | Hoeselt Voetbalvereniging                           | 2146 | Hoeselt         | ??              | 1946-1947 (2e)  | saisons     | Limbourg      |
| 15 | Daring Club Leuven                                  | 223  | Louvain         | ??              | 1943-1944 (1re) | saisons     | Brabant       |
| 16 | Lommelse Sportkring                                 | 1986 | Lommel          | ??              | 1947-1948 (1re) | saison      | Limbourg      |

### Localisations Série D
| \| Cappellen Borgerhout Nijlen Wezel Balen Averbode Aarschot Lommel Waterschei Vigor Beringen St-Truidense Hoeselt DC Louvain Montegnée Lokeren St-Nicolas \| Localisation des clubs engagés en Promotion D 1947-1948 |
| Cappellen Borgerhout Nijlen Wezel Balen Averbode Aarschot Lommel Waterschei Vigor Beringen St-Truidense Hoeselt DC Louvain Montegnée Lokeren St-Nicolas                                                               |

## Classements
- Le nom des clubs est celui employé à l'époque

Légende
- Champion & Promu en « Division 1 » (D2)
- clubs relégué vers les séries inférieures

Abréviations
 : club relégué de « Division 1 » (D2) depuis la saison précédente 
 : club promu depuis les séries inférieures
- Départages: Si nécessaire, les départages des égalités de points se font d'abord en donnant priorité « au plus petit nombre de défaites ».

### Promotion A
| Rang | Équipe              | Pts | J  | G  | N  | P  | Bp | Bc | Diff |
| ---- | ------------------- | --- | -- | -- | -- | -- | -- | -- | ---- |
| 1    | R. US TOURNAISIENNE | 42  | 30 | 15 | 12 | 3  | 50 | 25 | +25  |
| 2    | K. SC Menen         | 37  | 30 | 17 | 3  | 10 | 35 | 31 | +4   |
| 3    | AS Oostende KM      | 35  | 30 | 14 | 7  | 9  | 55 | 39 | +16  |
| 4    | Stade Kortrijk      | 34  | 30 | 14 | 6  | 10 | 64 | 47 | +17  |
| 5    | FC Izegem           | 34  | 30 | 15 | 4  | 11 | 62 | 47 | +15  |
| 6    | Stade Mouscronnois  | 33  | 30 | 14 | 5  | 11 | 61 | 44 | +17  |
| 7    | K. AV Dendermonde   | 33  | 30 | 14 | 5  | 11 | 57 | 57 | 0    |
| 8    | Nielse SK           | 32  | 30 | 13 | 6  | 11 | 44 | 41 | +3   |
| 9    | SV Oudenaarde       | 31  | 30 | 13 | 5  | 12 | 56 | 47 | +9   |
| 10   | R. RC de Gand       | 30  | 30 | 12 | 6  | 12 | 49 | 60 | -11  |
| 11   | FAC Meulestede      | 29  | 30 | 12 | 5  | 13 | 58 | 52 | +6   |
| 12   | RC Harelbeke        | 28  | 30 | 11 | 6  | 13 | 48 | 64 | -16  |
| 13   | VC V&V Terhagen     | 28  | 30 | 12 | 4  | 14 | 58 | 46 | +12  |
| 14   | Rupel SK            | 26  | 30 | 9  | 8  | 13 | 35 | 45 | -10  |
| 15   | FC SV Wevelgem      | 16  | 30 | 6  | 4  | 20 | 39 | 85 | -46  |
| 16   | Geraardsbergen SK   | 12  | 30 | 5  | 2  | 23 | 37 | 78 | -41  |

### Promotion B
| Rang | Équipe                | Pts | J  | G  | N | P  | Bp  | Bc  | Diff |
| ---- | --------------------- | --- | -- | -- | - | -- | --- | --- | ---- |
| 1    | R. CS VERVIETOIS      | 48  | 30 | 21 | 6 | 3  | 84  | 39  | +45  |
| 2    | AS Herstalienne       | 48  | 30 | 23 | 2 | 5  | 106 | 32  | +74  |
| 3    | R. CS Schaerbeek      | 45  | 30 | 21 | 3 | 6  | 102 | 33  | +69  |
| 4    | Ans FC                | 42  | 30 | 19 | 4 | 7  | 77  | 48  | +29  |
| 5    | R. Union Hutoise      | 41  | 30 | 19 | 3 | 8  | 94  | 31  | +63  |
| 6    | R. Vilvorde FC        | 37  | 30 | 15 | 7 | 8  | 104 | 53  | +51  |
| 7    | R. Ixelles SC         | 33  | 30 | 13 | 7 | 10 | 62  | 53  | +9   |
| 8    | R. Herve FC           | 30  | 30 | 12 | 6 | 12 | 50  | 60  | -10  |
| 9    | Crossing FC Ganshoren | 30  | 30 | 13 | 4 | 13 | 49  | 58  | -9   |
| 10   | Patria FC Tongres     | 29  | 30 | 11 | 7 | 12 | 50  | 63  | -13  |
| 11   | FC JS Athusienne      | 24  | 30 | 10 | 4 | 16 | 53  | 74  | -21  |
| 12   | Milmort FC            | 22  | 30 | 9  | 4 | 17 | 50  | 71  | -21  |
| 13   | FC Queue-du-Bois      | 19  | 30 | 7  | 5 | 18 | 50  | 72  | -22  |
| 14   | Jeunesse Arlonaise    | 14  | 30 | 5  | 4 | 21 | 53  | 91  | -38  |
| 15   | UW Ciney              | 11  | 30 | 3  | 5 | 22 | 38  | 124 | -86  |
| 16   | CS Libramontois       | 7   | 30 | 2  | 3 | 25 | 24  | 144 | -120 |

### Promotion C
| Rang | Équipe                        | Pts | J  | G  | N | P  | Bp | Bc | Diff |
| ---- | ----------------------------- | --- | -- | -- | - | -- | -- | -- | ---- |
| 1    | US du CENTRE                  | 49  | 30 | 23 | 3 | 4  | 83 | 25 | +58  |
| 2    | R. AA Louvièroise             | 48  | 30 | 21 | 6 | 3  | 59 | 22 | +37  |
| 3    | FC Wilrijk                    | 40  | 30 | 17 | 6 | 7  | 62 | 48 | +14  |
| 4    | VV Edegem Sport               | 35  | 30 | 13 | 9 | 8  | 52 | 43 | +9   |
| 5    | SK Hoboken                    | 33  | 30 | 12 | 9 | 9  | 65 | 50 | +15  |
| 6    | VV Oude God Sport             | 31  | 30 | 13 | 5 | 12 | 65 | 62 | +3   |
| 7    | Willebroekse SV               | 30  | 30 | 11 | 8 | 11 | 51 | 55 | -4   |
| 8    | R. Union Halloise             | 29  | 30 | 11 | 7 | 12 | 55 | 52 | +3   |
| 9    | CS Brainois                   | 29  | 30 | 11 | 7 | 12 | 54 | 58 | -4   |
| 10   | R. AEC Mons                   | 28  | 30 | 12 | 4 | 14 | 52 | 55 | -3   |
| 11   | Ass. Marchiennoise des Sports | 27  | 30 | 12 | 3 | 15 | 62 | 64 | -2   |
| 12   | SC Wasmes                     | 25  | 30 | 10 | 5 | 15 | 58 | 80 | -22  |
| 13   | CS Florennois                 | 25  | 30 | 10 | 5 | 15 | 41 | 71 | -30  |
| 14   | R. Léopold Club Hornu         | 21  | 30 | 9  | 3 | 18 | 47 | 70 | -23  |
| 15   | Ruisbroek FC                  | 17  | 30 | 7  | 3 | 20 | 39 | 64 | -25  |
| 16   | R. CS Hallois                 | 13  | 30 | 3  | 7 | 20 | 32 | 78 | -46  |

### Promotion D
| Rang | Équipe                  | Pts | J  | G  | N  | P  | Bp  | Bc  | Diff |
| ---- | ----------------------- | --- | -- | -- | -- | -- | --- | --- | ---- |
| 1    | SINT-TRUIDENSE VV       | 50  | 30 | 24 | 2  | 4  | 107 | 42  | +65  |
| 2    | Waterschei SV THOR      | 43  | 30 | 19 | 5  | 6  | 77  | 46  | +31  |
| 3    | Racing FC Montegnée     | 41  | 30 | 18 | 5  | 7  | 85  | 55  | +30  |
| 4    | K. RC Borgerhout        | 33  | 30 | 12 | 9  | 9  | 56  | 42  | +14  |
| 5    | Aarschot Sport          | 32  | 30 | 13 | 6  | 11 | 64  | 62  | +2   |
| 6    | Daring Club Leuven      | 30  | 30 | 10 | 10 | 10 | 59  | 52  | +7   |
| 7    | Everbeur Sport          | 30  | 30 | 13 | 4  | 13 | 74  | 58  | +16  |
| 8    | Lommelse SK             | 29  | 30 | 12 | 5  | 13 | 58  | 53  | +5   |
| 9    | Wezel Sport             | 29  | 30 | 14 | 1  | 15 | 60  | 77  | -17  |
| 10   | FC Nijlen               | 28  | 30 | 12 | 4  | 14 | 63  | 60  | +3   |
| 11   | Cappellen FC            | 28  | 30 | 12 | 4  | 14 | 70  | 77  | -7   |
| 12   | Excelsior AC St-Niklaas | 27  | 30 | 10 | 7  | 13 | 55  | 57  | -2   |
| 13   | Racing FC Lokeren       | 26  | 30 | 11 | 4  | 15 | 50  | 77  | -27  |
| 14   | VV Vigor Beringen       | 21  | 30 | 8  | 5  | 17 | 46  | 75  | -29  |
| 15   | Balensche SC            | 18  | 30 | 6  | 6  | 18 | 50  | 104 | -54  |
| 16   | Hoeselt VV              | 15  | 30 | 5  | 5  | 20 | 61  | 98  | -37  |

## Résumé de la saison
- Champion A: R. US Tournaisienne (1er titre en D3)
- Champion B: R. CS Verviétois (1er titre en D3)
- Champion C: US du Centre (2e titre en D3)
- Champion D: St-Truidense VV (1er titre en D3)
- Septième et Huitième titre de "D3" pour la Province de Hainaut.
- Douzième titre de "D3" pour la Province de Liège.
- Neuvième titre de "D3" pour la Province de Limbourg.

| Région flamande (33)            | Région flamande (33) | Province de Brabant (11)     | Province de Brabant (11) | Région wallonne (19)   | Région wallonne (19) |
| ------------------------------- | -------------------- | ---------------------------- | ------------------------ | ---------------------- | -------------------- |
| Province d'Anvers               | 13                   | Région de Bruxelles-Capitale | 3                        | Province de Hainaut    | 7                    |
| Province de Flandre-Occidentale | 7                    | Province du Brabant flamand  | 7                        | Province de Liège      | 8                    |
| Province de Flandre-Orientale   | 7                    | Province du Brabant wallon   | 1                        | Province de Luxembourg | 3                    |
| Province de Limbourg            | 6                    |                              |                          | Province de Namur      | 1                    |

1. ↑  Au niveau footballistique, la province de Brabant est toujours unitaire malgré sa partition territoriale en 1995.

- Mouscron est en Flandre occidentale jusqu'en 1963.

## Débuts en séries nationales (et donc en Division 3)
Cinq clubs font leurs débuts en séries nationales. Ils portent à 209 le nombre de clubs différents ayant pris part à au moins une saison du football national belge depuis 1895-1896.
- VC V&V Terhagen (44e club de la Province d'Anvers) - 34e Anversois en D3 ;
- RC Harelbeke (19e club de la Province de Flandre occidentale) - 15e Flandrien occidental en D3 ;
- FAC Meulestede (17e club de la Province de Flandre orientale) - 15e Flandrien oriental en D3 ;
- LC Hornu (24e club de la Province de Hainaut) - 24e Hennuyer en D3 ;
- R. Herve FC (31e club de la Province de Liège) - 29e Liégeois en D3 ;

## Relégation du2eniveau
À la fin de cette saison, quatre équipes sont reléguées depuis la Division 1 (D2): K. Tubantia FC, R. AS Renaisienne, Mol Sport et  R. Fléron FC.

## Montée vers le2eniveau
Les quatre champions (US du Centre, St-Truidense VV, R. US Tournaisienne  et  R. CS Verviétois) montent en Division 1 (D2).

## Relégations vers les séries inférieures
Douze clubs sont relégués vers les séries inférieures.
| Clubs                               |   | Provinces                       |
| ----------------------------------- | - | ------------------------------- |
| Balensche SC, Rupel SK              | ⇒ | Province d'Anvers               |
| R. CS Hallois, Ruisbroek FC         | ⇒ | Province de Brabant             |
| FC SV Wevelgem                      | ⇒ | Province de Flandre-Occidentale |
| Geraarsbergen SK                    | ⇒ | Province de Flandre-Orientale   |
| LC Hornu                            | ⇒ | Province de Hainaut             |
|                                     | ⇒ | Province de Liège               |
| VV Vigor Beringen, Hoeselt VV       | ⇒ | Province de Limbourg            |
| Jeunesse Arlonaise, CS Libramontois | ⇒ | Province de Luxembourg          |
| UW Ciney                            | ⇒ | Province de Namur               |

## Montées depuis les séries inférieures
Douze clubs sont admis en « Promotion » depuis les séries inférieures en vue de la saison suivante :
| Provinces                       | Montant                                   |
| ------------------------------- | ----------------------------------------- |
| Province d'Anvers               | Bouchoutse VV, FC Verbroedering Arendonk  |
| Province de Brabant             | FC La Rhodienne, FC Klim Op Bengijnendijk |
| Province de Flandre-Occidentale | SV Waregem                                |
| Province de Flandre-Orientale   | K. SV Temse                               |
| Province de Hainaut             | SC Boussu-Bois                            |
| Province de Liège               | CS Visé, FC Hannutois                     |
| Province de Limbourg            | Bilzerse VV                               |
| Province de Luxembourg          | CS St-Louis Athus                         |
| Province de Namur               | UBS Auvelais                              |